# Urbanismo restaurativo
El Urbanismo restaurativo o integral es una teoría urbanística que se centra en la identificación y potenciación de los llamados dones (gifts), los elementos tangibles o intangibles que dotan de valor positivo a un sector urbano.

## Descripción

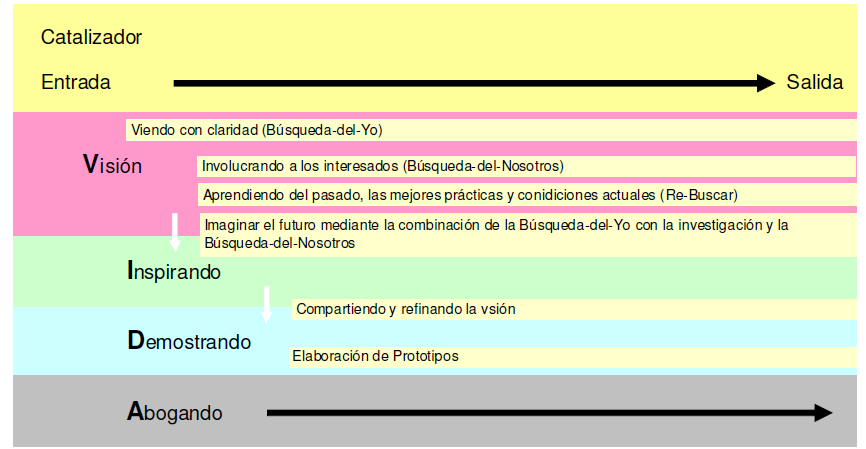
Proceso VIDA, de Nan Ellin.

Este paradigma parte de una visión sistémica de lo urbano. Es confundido en algunas ocasiones con una tendencia del urbanismo regenerativo centrada en la perspectiva ecosistémica, la cual no reconoce suficientemente a los actores (humanos) como parte del sistema, con una mirada y acciones afectadas por sus intuiciones, ideas preconcebidas y prejuicios, sino como ente objetivo en su totalidad. El urbanismo restaurativo se distancia con respecto al urbanismo tradicional, habitualmente consistente en la eliminación del entorno previo, y la planificación completa. Además, procura evitar el diseño de soluciones que eliminen aspectos urbanos que generan beneficios a la comunidad (sociales, económicos, o culturales)

La profesora Nan Ellin, de la Universidad de Utah es una de las principales expositoras de esta metodología. Ha desarrollado un proceso llamado VIDA. Esté acrónimo de Visión, Inspiración, Demostración y el Abogar (en el sentido de intercesión, defensa) (Visioning, Inspiring, Demonstrating, Advocating) pretende estimular y contagiar de vitalidad al lugar que se interviene. VIDA es el resultado de hallazgos y de trabajo interdisciplinar que se integran a la intervención urbanística, y que provienen de enfoques de fortalecimiento comunitario y aprendizaje organizativo. Particularmente se fundamenta en el Desarrollo Comunitario Basado en Activos (McKnight y Kretzmann, 1996), the Creative City (Landry, 2000), Therory U (Schamer, 2007), y el trabajo de Peter Block (2008).
Para la aplicación de VIDA se requiere de la participación de distintos grupos: vecinos, universidades, sector público, empresas, ONGs, etc. Integrando sus distintas aportaciones y perspectivas en un ambiente de sinergias y con el mínimo de competencia entre poderes.

### Aplicaciones
Una de las aplicaciones de esta metodología se ha realizado en Phoenix, Arizona, desde 2009. Nan Ellin, entonces profesora de la Universidad Estatal de Arizona, participó con más de 50 estudiantes de más de 14 carreras de dicha institución en colaboración la ciudad de Phoenix para el Plan GreenPhoenix, concretando con otros ciudadanos, empresarios, políticos y vecinos las propuestas. En 2010 la ciudad fue premiada con  429 millones de dólares con fondos de ARRA (American Recovery and Reinvestment Act), gracias al trabajo conjunto del alcalde Gordon, el presidente de la Universidad Estatal de Arizona Michael Crow y la colaboración del Secretario de Energía de Estados Unidos Steven Chu.